# KBS스포츠월드
KBS스포츠월드(KBS SPORTS WORLD)는 대한민국 서울특별시 강서구 공항대로 376(화곡동)에 위치한 종합체육관이다. 1986년 KBS 88체육관으로 개관하였으며, 2012년 현재의 명칭으로 변경되었다. 주식회사 KBS비즈니스에서 운영하며 스포츠 경기와 각종 문화 행사를 개최하고 있다. 2015년 5월부터 7개월간의 리모델링 공사를 거쳐 3000석(고정 2200석, 플로어 800석) 규모의 최신식 전문 공연장으로 탈바꿈했으며, 2015년 11월 27일 개관 기념 '뮤직뱅크' 공연이 열렸다.

## 주요 시설
- 주체육관 (볼링장 ·탁구장·수영장·스쿼시 등 부대시설)
- 보조체육관 (테니스·배드민턴 등)
- 일반인을 대상으로 하는 에어로빅댄스와 배드민턴·탁구 등 사회체육 강습 외에, KBS 유아체능단을 운영한다.

## 같이 보기
- 한국방송공사
- KBS 비즈니스